# 류요정
류요정(일본어: 竜洋町)은 일본 시즈오카현 이와타군에 설치되었던 정이다.
2005년 4월 1일에 이와타시, 도요다정, 후쿠데정과 합병해 <신> 이와타시가 되었다.

## 지리
시즈오카 현의 엔슈 중부에 위치하고 있었다.

## 역사
- 1889년 4월 1일 - 나카카미군 가케쓰카촌, 도요타군 소데우라촌 도쓰카촌이 성립하였다.
- 1896년 4월 1일 - 나카카미군, 도요타군이 이와타군에 편입되었다.
  - 가케쓰카촌이 정으로 승격해 가케쓰카정이 성립하였다.
- 1955년 4월 1일 - 가케쓰카정, 도쓰카촌의 1정 2촌이 신설 합병해 류오정이 성립하였다.
- 2005년 4월 1일 - 이와타시,  도요다정, 후쿠데정과 합병해 (신)이와타시가 성립하였다.

## 교통

### 도로
- 국도 제150호선